# Pollide
Pollide o, in molti manoscritti, Polide (in greco antico: Πόλλις o Πόλις?, Pòllis o Pòlis; Sparta, V secolo a.C. – dopo il 376 a.C.) è stato un ammiraglio spartano.

## Biografia
Pollide, menzionato per la prima volta nel 390 a.C. come vicecomandante della flotta spartana, nel 376 a.C., durante la guerra beotica, fu nominato navarco e venne incaricato di tagliare i rifornimenti di grano ad Atene usando le sue 60 navi.
Nel mese di settembre giunse a Nasso, assediata dalla flotta ateniese di Cabria, e decise di scontrarsi con lui: nel combattimento Pollide, che comandava l'ala destra, sconfisse l'ala sinistra ateniese, uccidendone personalmente il comandante Cedone; subito dopo, però, sopraggiunse Cabria col grosso della flotta e vinse la battaglia.
Non si sa se Pollide sia morto in quest'occasione o successivamente.